# Sender 1212
Der Sender 1212 (auch Nachtsender 1212) war ein von der US-Armee im Rahmen der Operation Annie betriebener antideutscher Tarnsender in Junglinster in Luxemburg in der Endphase des Zweiten Weltkrieges. Er war vom 6. Dezember 1944 bis zum 25. April 1945 aktiv und verbreitete eine Mischung aus erfundenen und wahren Nachrichten. Sein Ziel war, durch eingestreute schwarze Propaganda den Widerstandswillen der Deutschen zu untergraben und die Bevölkerung zur Aufgabe zu animieren. Kontrolliert wurde der Sender von der Psychological Warfare Division (PWD) des Supreme Headquarters Allied Expeditionary Force (SHAEF). Leitender Redakteur und Regisseur war Hanuš Burger, Chefsprecher war Benno David Frank (1905–1980).
Als nach Ausbruch des Zweiten Weltkriegs Luxemburg von deutschen Truppen besetzt wurde, vergruben Techniker des Senders Radio Luxembourg in Junglinster die Röhren der Endstufen des Senderverstärkers. Nachdem die Deutschen 1944 abgezogen waren und zuvor die Senderröhren zerschossen hatten, wurden die versteckten Röhren wieder ausgegraben, so dass beim Eintreffen der Amerikaner am 10. September 1944 der Sender nach wenigen Tagen wieder betriebsbereit war. Zunächst wurden Programme der BBC und des Office of War Information ausgestrahlt.
Gesendet wurde nach Mitternacht, von 2 bis 6 Uhr, nachdem das reguläre Programm des Senders Freies Luxemburg (so der vorübergehende Name in den letzten Wochen und Monaten des Krieges) sein Programm beendet hatte. Der Sender verschleierte seine Identität und gab sich als deutscher Soldatensender aus. Seine Reichweite war begrenzt und deckte lediglich Rheinland und Ruhrgebiet ab.
Verbreitet wurde ausschließlich schwarze Propaganda. Entsprechend wurde für den Betrieb des Tarnsenders 1212 die Langwellen-Sendefrequenz von tagsüber 1292 Meter auf nachts 247 kHz (1214,5 Meter) gewechselt. Er ging am 6. Dezember 1944 mit 30/120 kW Sendeleistung in Betrieb. Seine Sendestudios befanden sich in einer Villa in der Rue Jean-Pierre Brasseur in Luxemburg.
Chefsprecher und Hauptredakteur Benno David Frank pflegte mit leiser, geheimnisvoller Stimme in rheinhessischem Dialekt seine Ansagen zu machen: „Zwölfzwölf sendet, zwölfzwölf sendet“ oder auch „Hier ist Zwölfzwölf!“
Die gesendeten Nachrichten bestanden insgesamt aus einer Mischung von Fakten und Vermutungen, aber auch aus bewussten Desinformationen. So wurde im März 1945, als die Amerikaner dabei waren, den Rhein bei Remagen zu überqueren, von einem erfolgten Durchbruch der Westfront berichtet. Auch versuchte der Sender in seiner Chaos, Verwirrung, Alarm, Unsicherheit und Angst vor der Zukunft der deutschen Bevölkerung stiftenden Kernaussage zu suggerieren, als stünden alliierte Panzerverbände bereits kurz vor Ludwigshafen und Nürnberg, was in beiden Städten panikhafte Reaktionen auslöste. Im April 1945 wandte sich der Sender an eine erfundene „Widerstandsgruppe Neues Deutschland“, die unter der Parole „Frieden jetzt“ zu Widerstand und Sabotage gegen das Nazi-Regime aufrief.
Am 25. April 1945 wurde die Ausstrahlung durch eine inszenierte Einnahme des Senders durch alliierte Truppen beendet. In der Nacht wurde plötzlich das Programm unterbrochen. Man hörte Stimmengewirr, Türenschlagen, schwere Schritte und jemand schrie: „Leg die Platte auf! Leg die Platte auf!“ Mit der Erkennungsmelodie des Senders, dem Volkslied „Es liegt eine Krone im tiefen Rhein“ wird die Übertragung beendet und der Sender verstummt. Der Sender war insgesamt 127 Nächte in Funktion.
Am 11. Dezember 1945 nahm Radio Luxembourg seinen gewöhnlichen Sendebetrieb wieder auf.
Weitere Tarnsender waren unter anderem die von Großbritannien betriebenen Soldatensender Calais, Deutscher Kurzwellensender Atlantik, Gustav Siegfried 1.